# 무적의 낙하산 요원
《무적의 낙하산 요원》은 2006년 9월 6일부터 2006년 11월 2일까지 방송되었던 SBS 수목 드라마이다.

## 등장 인물
- 문정혁 : 최강 역
- 한지민 : 공주연 역
- 신성우 : 강은혁 역
- 윤지민 : 앨리스 진 역
- 안길강 : 양수길 역
- 윤주상 : 국장 역
- 김용희 : 이풍주 역
- 조향기 : 은수정 역
- 원태희 : 이주빈 역
- 최정원 : 최선 역
- 권기선 : 오순진 역
- 이병철 : 최대치 역
- 성창훈 : 이홍만 역
- 민지영 : 윤다림 역
- 배칠수 : 대통령 목소리 역
- 이병준 : 청와대 비서실장 역
- 김예령 : 마담 역
- 이유리 : 사진 속 은혁의 옛 애인 역
- 이기열 : 김기열 전무 역
- 박휘순
- 송현진

## 수상
- 2006년 SBS 연기대상 10대 스타상, 미니 시리즈 부문 연기상 에릭
- 2006년 SBS 연기대상 뉴스타상 윤지민

| SBS 수목 드라마                                     | SBS 수목 드라마                                       | SBS 수목 드라마                          |
| 이전 작품                                           | 작품명                                                | 다음 작품                                |
| --------------------------------------------------- | ----------------------------------------------------- | ---------------------------------------- |
| 돌아와요 순애씨 (2006년 7월 12일 ~ 2006년 8월 31일) | 무적의 낙하산 요원 (2006년 9월 6일 ~ 2006년 11월 2일) | 연인 (2006년 11월 8일 ~ 2007년 1월 11일) |